# Toxidia melania
Toxidia melania, bướm nhảy đen hay bướm nhảy cỏ đen là một loài bướm thuộc Họ Bướm nhảy. Chúng là loài đặc hữu của các rừng mưa nhiệt đới ở Queensland.
Sải cánh dài khoảng 30 mm.
Ấu trùng ăn các loài Họ Hòa thảo. Chúng xây dựng nơi trú ẩn bằng cách cuộn một chiếc lá thành ống hoặc ghép nhiều chiếc lá lại với nhau. Chúng nằm trong nơi trú ẩn này vào ban ngày.